# Champagne (Charente-Maritime)
Champagne is een gemeente in het Franse departement Charente-Maritime (regio Nouvelle-Aquitaine) en telt 530 inwoners (1999). De plaats maakt deel uit van het arrondissement Rochefort.

## Geografie
De oppervlakte van Champagne bedraagt 19,3 km², de bevolkingsdichtheid is 27,5 inwoners per km².
De onderstaande kaart toont de ligging van Champagne (Charente-Maritime) met de belangrijkste infrastructuur en aangrenzende gemeenten.

## Demografie
Onderstaande figuur toont het verloop van het inwonertal (bron: INSEE-tellingen).